# Simple API for XML
Simple API for XML（SAX、サックス）とは、XML文書をアプリケーションソフトウェアから利用するためのAPI。

## 概要
DOM API が、W3Cから勧告されたのに対して、SAX API は、XML-DEVメーリングリスト有志により策定された。そして、DOMに並ぶ標準規格としての地位を固めている。
XML文書を木構造として扱うDOMと異なり、一連のイベントとして表現するイベント駆動型のAPIである。したがって、アプリケーションソフトウェアが積極的にAPIにアクセスするDOMに対し、SAXではアプリケーションソフトウェアがイベントが来るのを待ち受ける受動的な動作が大部分を占める。
伝統的なストリームと同様に入力されたデータを次々とバトンタッチさせるような設計が可能となるため、メモリを節約でき、並列処理にも適している。XMLを読み込み、Javaのオブジェクトに変換するときはSAXの方がよく使われる。ただし、XML文書の先頭と最後を入れ替えるというようなランダムアクセスを必要とするアプリケーションソフトウェアにはDOMやXMLデータベースの方が適している。
Apache Cocoon のようなスケーラビリティの高い優れたSAXアプリケーションソフトウェアが開発されている。

## 使用例
以下に、プログラミング言語Javaでの使用例を示す。特別:RecentchangesのRSSを読み込み、タイトルの一覧を表示している。
```
import
 
java.io.IOException
;

import
 
javax.xml.parsers.*
;

import
 
org.xml.sax.*
;

import
 
org.xml.sax.helpers.DefaultHandler
;

public
 
class
 
Test
 
{

    
public
 
static
 
void
 
main
(
String
[]
 
args
)
 
throws
 
ParserConfigurationException
,
 
SAXException
,
 
IOException
 
{

        
SAXParserFactory
 
factory
 
=
 
SAXParserFactory
.
newInstance
();

        
SAXParser
 
parser
 
=
 
factory
.
newSAXParser
();

        
parser
.
parse
(
"http://ja.wikipedia.org/w/index.php?title=%E7%89%B9%E5%88%A5:Recentchanges&feed=rss"
,
 
new
 
DefaultHandler
()
 
{

            
private
 
String
 
text
 
=
 
""
;

            
private
 
boolean
 
isItemStarted
 
=
 
false
;

            
public
 
void
 
startElement
(
String
 
uri
,
 
String
 
localName
,
 
String
 
qName
,
 
Attributes
 
attributes
)
 
{

                
if
(
qName
.
equals
(
"item"
))
 
{

                    
isItemStarted
 
=
 
true
;

                
}

            
}

            

            
public
 
void
 
endElement
(
String
 
uri
,
 
String
 
localName
,
 
String
 
qName
)
 
{

                
if
 
(
isItemStarted
 
&&
 
qName
.
equals
(
"title"
))
 
{

                    
System
.
out
.
println
(
text
);

                
}

            
}

            
public
 
void
 
characters
(
char
[]
 
ch
,
 
int
 
start
,
 
int
 
length
)
 
{

                
text
 
=
 
new
 
String
(
ch
,
 
start
,
 
length
);

            
}

        
});

    
}

}

```